# Giovani Feltes
Giovani Batista Feltes (São Leopoldo, 10 de abril de 1957) é um empresário e político brasileiro filiado ao Movimento Democrático Brasileiro (MDB). Atualmente exerce seu segundo mandato de deputado federal pelo Rio Grande do Sul. Até junho de 2021, Giovani apresentou alinhamento de 91% com o governo Bolsonaro nas votações da câmara.

## Biografia

### Vida pessoal
Nascido em São Leopoldo, de uma família de sapateiros, mudou-se para Campo Bom na adolescência. Nessa fase da vida foi líder dos desfiles de carnaval de Campo Bom. Feltes cursou direito na Universidade do Vale do Rio dos Sinos, terminando todas as cadeiras, porém não se formou. Na universidade, entrou no movimento estudantil que o levou a participar da oposição à ditadura militar brasileira e depois se filiou ao Movimento Democrático Brasileiro (MDB). Casou-se com Irenita e eles tiveram quadrigêmeos (Guilherme, Vinícius, Felipe e Gustavo). Em 2017 formou-se em Gestão Pública pela Universidade Luterana do Brasil.

### Vereador, prefeito e deputado estadual

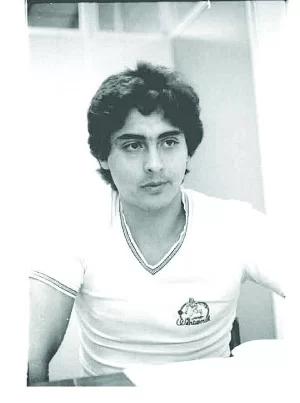
Giovani Feltes em seu primeiro mandato de vereador

Em 1976, Giovani Feltes se elegeu pela primeira vez vereador de Campo Bom, sendo reeleito em 1982 como o candidato mais votado de seu município, mais tarde sendo escolhido para ser líder do PMDB na Câmara Municipal. Em 1988, foi eleito prefeito e seu mandato foi marcado pelo aumento de investimento em saúde e infraestrutura. Findado o mandato, Feltes foi eleito deputado estadual pela primeira vez, sendo mais tarde eleito presidente do PMDB-RS pelo biênio 1996/1997, sucedendo André Foster. Foi reeleito em 1998, dessa vez como parlamentar da oposição ao governo de Olívio Dutra (PT), sendo escolhido como o líder parlamentar do PMDB na Assembleia Legislativa.
Feltes foi novamente eleito prefeito de Campo Bom em 2000 e foi reeleito em 2004. Como prefeito, buscou o fortalecimento da indústria local e a atração de novas empresas para o município com novos investimentos em infraestrutura e educação. Em 2004, em sua segunda gestão, a prefeitura construiu uma estátua de um pé-grande, como o então prefeito era conhecido na região como "pezão", tal construção foi visto como um ato de promoção pessoal do político e Feltes foi julgado pelo Tribunal de Justiça do Estado por improbidade administrativa, sendo condenado a ressarcir o valor de 45 mil reais ao município. Feltes negou irregularidades e foi absolvido pelo Supremo Tribunal Federal (STF) em 2017, porém a estátua foi removida pelo então prefeito Faisal Karam, aliado político rompido. Após os mandatos como prefeito, Feltes se elegeu deputado estadual pela terceira vez, agora integrando oposição a uma gestão de Tarso Genro (PT) e sendo o líder da bancada do partido.

### Secretário da Fazenda e deputado federal

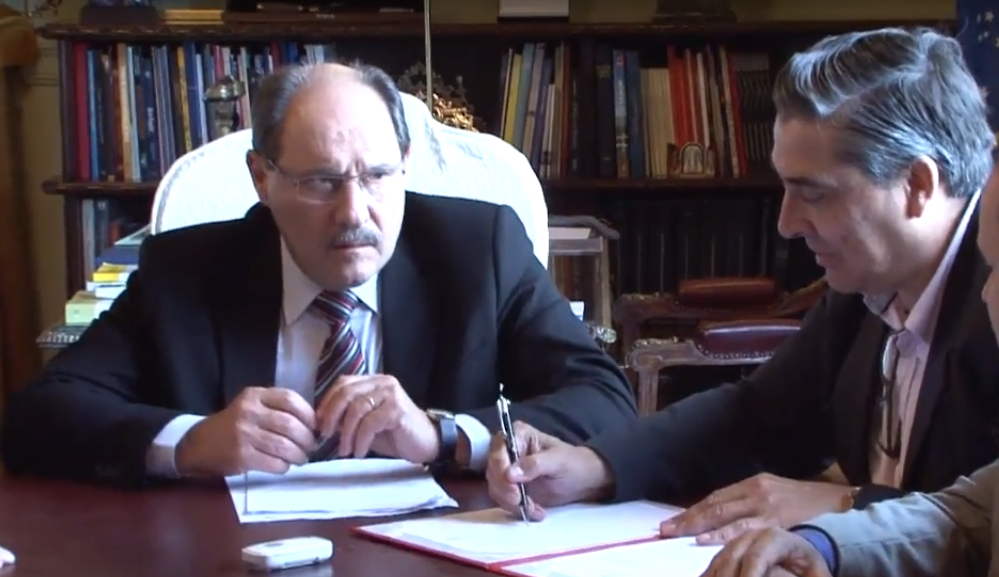
O então governador José Ivo Sartori à esquerda e o então secretário Giovani Feltes à direita

Na eleição estadual de 2014, apoiando a candidatura eleita de José Ivo Sartori (PMDB) ao governo do estado, Giovani foi eleito deputado federal. Entretanto, ele aceitou o convite de Sartori para assumir a Secretaria da Fazenda do seu governo, mesmo não possuindo formação acadêmica na economia. Antes da posse já definiu suas prioridades como sendo realizar o ajuste nas contas visto o déficit bilionário. Giovani selecionou para seu segundo escalão uma equipe de técnicos experientes, incluindo Luiz Antônio Bins como secretário-adjunto, Flávio Pompermayer como diretor da junta financeira, Mario Wunderlich dos Santos como subsecretário da Receita, Leonardo Busatto como subsecretário do Tesouro e Álvaro Fakredin como contador e auditor-geral. Seu mandato chefe da Secretaria da Fazenda foi marcado por medidas de austeridade, com Feltes caracterizando a situação do estado como sendo uma "Escolha de Sofia" entre duro ajuste fiscal e insolvência financeira. Como secretário, propôs a majoração do ICMS (aumentando a arrecadação em 3 bilhões), o parcelamento dos salários dos servidores, previdência complementar ao servidores e redução do número de cargos comissionados. No que tange a União, Feltes conseguiu obter uma ação no STF que suspendia o pagamento da dívida estadual. Buscou aderir ao regime de recuperação fiscal, porém não conseguiu avançar essa agenda por causa da exigência da União de privatizar o Banrisul. A fim de buscar reeleição como deputado federal, Feltes se desincompatibilizou do cargo em março de 2018, sendo sucedido por pelo auditor fiscal Luiz Antônio Bins.
Na eleição estadual de 2018, o MDB tentou reeleição de Sartori ao governo do estado sem êxito, enquanto Giovani se reelegeu deputado federal. Em seu segundo mandato na câmara, ele votou a favor de criminalizar responsáveis por rompimento de barragens; a favor da PEC da Reforma da Previdência e contra excluir os professores nas regras da mesma; a favor da MP da Liberdade Econômica; contra aumento do Fundo Partidário; contra cobrança de bagagem por companhias aéreas; a favor do  "Pacote Anti-crime" de Sergio Moro; a favor do Novo Marco Legal do Saneamento; a favor da ajuda financeira aos estados durante a pandemia de COVID-19; a favor do Contrato Verde e Amarelo; a favor da MP 910 (conhecida como MP da Grilagem); a favor da flexibilização de regras trabalhistas durante a pandemia; a favor do congelamento do salário dos servidores; a favor da anistia da dívida das igrejas; a favor da convocação de uma Convenção Interamericana contra o Racismo; a favor e depois contra a destinação de verbas do novo FUNDEB para escolas ligadas às igrejas; a favor da manutenção da prisão do deputado bolsonarista Daniel Silveira (PSL/RJ); contra a validação da PEC da Imunidade Parlamentar; a favor da PEC Emergencial (que trata do retorno do auxílio emergencial por mais três meses e com valor mais baixo); a favor que empresas possam comprar vacinas da COVID-19 sem doar ao SUS; a favor de classificar a educação como "serviço essencial" (possibilitando o retorno das aulas presenciais durante a pandemia); a favor de acabar com o Licenciamento Ambiental para diversas atividades; a favor da suspensão de despejos durante a pandemia; a favor da privatização da Eletrobras e a favor de dificultar a punição por improbidade administrativa. Giovani esteve ausente na votação sobre a autonomia do Banco Central.

### Retorno à política municipal
Giovani lançou-se à prefeito de Campo Bom pela quarta vez (incluindo sua reeleição) pelo MDB, em coligação com outros 5 partidos, dos quais o PDT, partido da candidata a vice-prefeita Gênifer Engers. Atingiu 48,80% (18 853) votos, sendo eleito para um quarto mandato que iniciou em 1° de janeiro de 2025.

## Desempenho eleitoral
| Ano  | Eleição                       | Cargo             | Partido | Coligação                                      | Suplentes/Vices                                | Votos           | Resultado                                                               |
| ---- | ----------------------------- | ----------------- | ------- | ---------------------------------------------- | ---------------------------------------------- | --------------- | ----------------------------------------------------------------------- |
| 1976 | Municipal de Campo Bom        | Vereador          | MDB     | sem coligação proporcional                     | Luiz Gambim (MDB), Alcemar da Silva (MDB)      | 330             | Eleito (7ª pessoa mais votada, 2ª no partido)                           |
| 1982 | Municipal de Campo Bom        | Vereador          | PMDB    | sem coligação proporcional                     | Wilmar Vargas (PMDB), José D'Ávila (PMDB)      | 848             | Reeleito (a pessoa mais votada)                                         |
| 1988 | Municipal de Campo Bom        | Prefeito          | PMDB    | sem coligação majoritária                      | Deoclécio Schuetz (PMDB)                       | 7.874           | Eleito (entre 5 candidatos)                                             |
| 1994 | Estadual no Rio Grande do Sul | Deputado estadual | PMDB    | PMDB / PSDB / PL                               | Antônio Lorenzi (PMDB), Mário Limberger (PMDB) | 34.139          | Eleito 8ª pessoa mais votada, 3ª na coligação)                          |
| 1998 | Estadual no Rio Grande do Sul | Deputado estadual | PMDB    | PMDB / PFL / PRP                               | Osvaldo Gomes (PMDB), Iara Wortmann (PMDB)     | 30.922 (0,70%)  | Reeleito (31ª pessoa mais votada, 7ª na coligação)                      |
| 2000 | Municipal de Campo Bom        | Prefeito          | PMDB    | PMDB / PSDB / PDT                              | sem dados                                      | 17.255 (52,3%)  | Eleito (entre 3 candidatos)                                             |
| 2004 | Municipal de Campo Bom        | Prefeito          | PMDB    | PMDB / PSDC / PDT / PTB / PL / PFL / PHS / PTC | Armin Blos (PMDB)                              | 21.315 (56,89%) | Reeleito (entre 6 candidatos)                                           |
| 2010 | Estadual do Rio Grande do Sul | Deputado Estadual | PMDB    | PMDB / PSDC                                    | Nélson Härter (PMDB), Sandro Boka (PMDB)       | 55.276 (0,98%)  | Eleito (17ª pessoa mais votada, 4ª na coligação)                        |
| 2014 | Estadual do Rio Grande do Sul | Deputado Federal  | PMDB    | sem coligação proporcional                     | José Fogaça (PMDB), Mauro Pereira (PMDB)       | 151.406 (2,75%) | Eleito (4ª pessoa mais votada, 2ª no partido)                           |
| 2018 | Estadual do Rio Grande do Sul | Deputado Federal  | MDB     | sem coligação proporcional                     | Darcísio Perondi (MDB), Paulo Pólis (MDB)      | 93.088 (1,69%)  | Reeleito (20ª pessoa mais votada, 3ª no partido)                        |
| 2022 | Estadual do Rio Grande do Sul | Deputado Federal  | MDB     | sem coligação proporcional                     | Marco Alba (MDB), Sandro Boka (MDB)            | 91.887 (1,49%)  | Suplente (22ª pessoa mais votada, 4ª no partido 1º suplente do partido) |
| 2024 | Municipal de Campo Bom        | Prefeito          | MDB     | MDB / PDT / PP / PSDB-Cidadania / PRD          | Gênifer Engers (PDT)                           | 18.853 (48,80%) | Eleito (entre 3 candidatos)                                             |